# Extensieve landbouw
Extensieve landbouw is een vorm van landbouw waarbij slechts in geringe mate wordt ingegrepen in de natuur. Voorbeelden hiervan zijn nomadische herders die met hun kudden rondtrekken zodat elke locatie slechts tijdelijk wordt gebruikt, zwerflandbouw, waarbij de natuur de kans krijgt de aangerichte schade te herstellen en zelfs het drieslagstelsel en incidentele begrazing van arme gronden door schapen of koeien worden, zeker in dichtbevolkte gebieden, als extensief beschouwd. Net als intensieve landbouw is het een voornamelijk relatief begrip.
Heden ten dage is vanwege de biodiversiteitscrisis extensieve landbouw in bepaalde natuurgebieden de enige vorm van toegelaten (professionele) landbouw.